# Дневник крестокрада (фильм)
Дневник крестокрада (арм. Խաչագողի հիշատակարանը / Khachagoghi Hishatakarane / Хачагохи ишатакаранэ) — художественный фильм 2010 года на армянском языке в жанре исторического детектива о событиях XIX века, по одноимённому роману Раффи. Фильм снят на киностудии «Yerevan Studios», в Армении под руководством режиссёра Грача Кешишяна. Продолжительность 2 часа 30 минут. Премьера состоялась 4 сентября 2010 года.

## Сюжет
Фильм повествует историю жизни кузнеца Мурада, записанную им самим и прочитанную автором (Раффи). Мурад под воздействием лжесвященника армянской Церкви Петроса стал, как и он, крестокрадом.
Крестокрады — это жулики-профессионалы, которые путешествуют по свету и специализируются на особом виде обмана: хорошо изучив культурные и религиозные традиции, принимают образ священников различных религий, втираются в доверие к людям, с целью грабежа и любого вида наживы, не гнушаясь ничем для достижения своих целей.
В течение своей жизни Мурад прошёл путь от вовлечения в преступную группу крестокрадов до исправления. Доверившись Петросу, он бросил свою работу и семью, изучил на практике все азы преступного мастерства, испытал предательство своего наставника, после чего раскаялся, исправился и нашёл свою любовь — цыганку Нане.

## Информация о создателях
- Режиссёр: Грач Кешишян
- Сценарист: Артак Арзуманян
- Оператор: Артур Апресов
- Композитор: Айко
- Продюсер: Мамикон Чатинян

### В главных ролях
- Самвел Топаян — Мурад
- Грачя Арутюнян — Кавор Петрос
- Назени Оганнесян — Нане
- Хорен Левонян — автор (Раффи)
- Карен Джанибекян — Сафар